# أحمد الكاساني

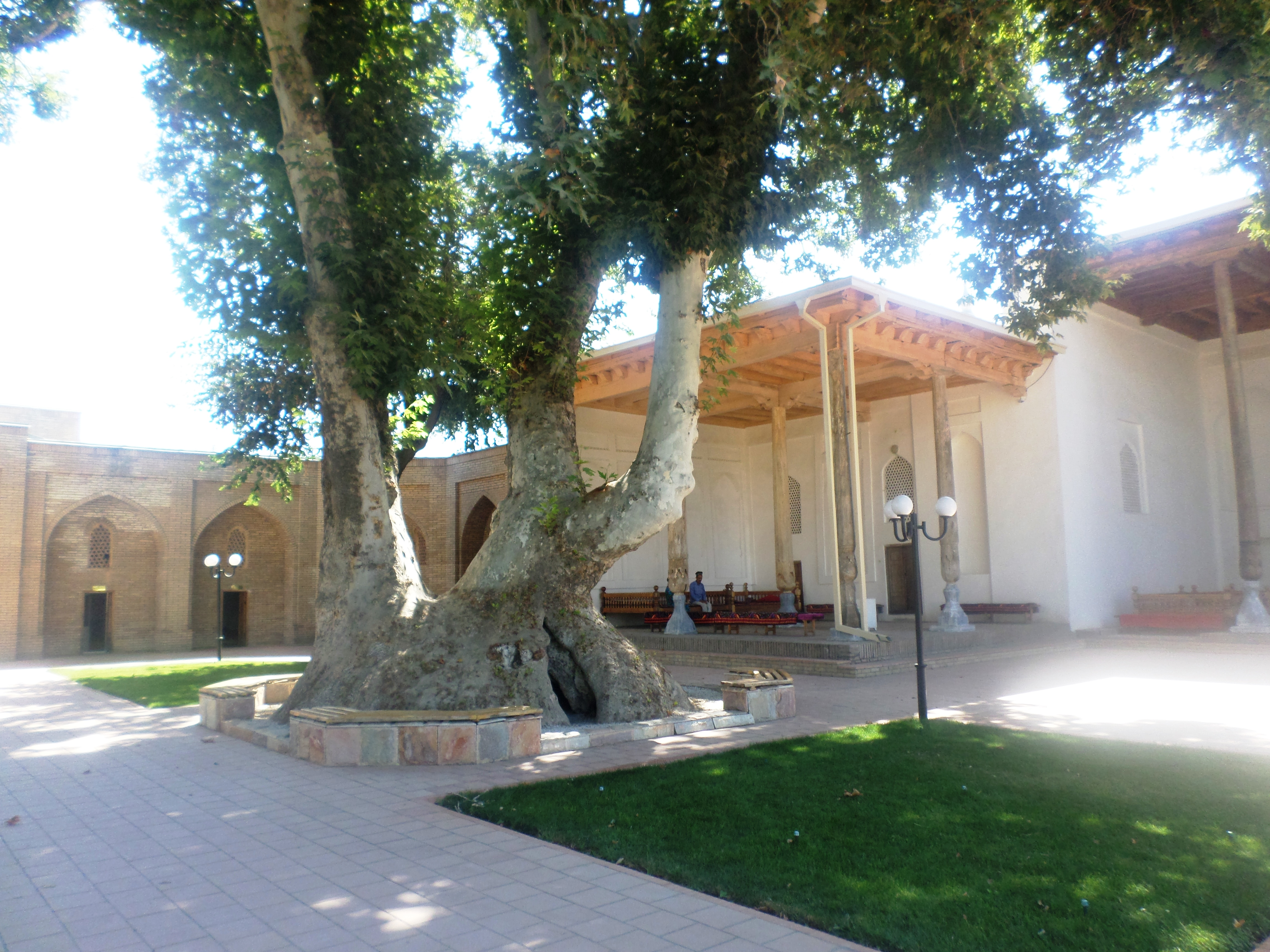
ضريح أحمد الكاساني في دهبيد

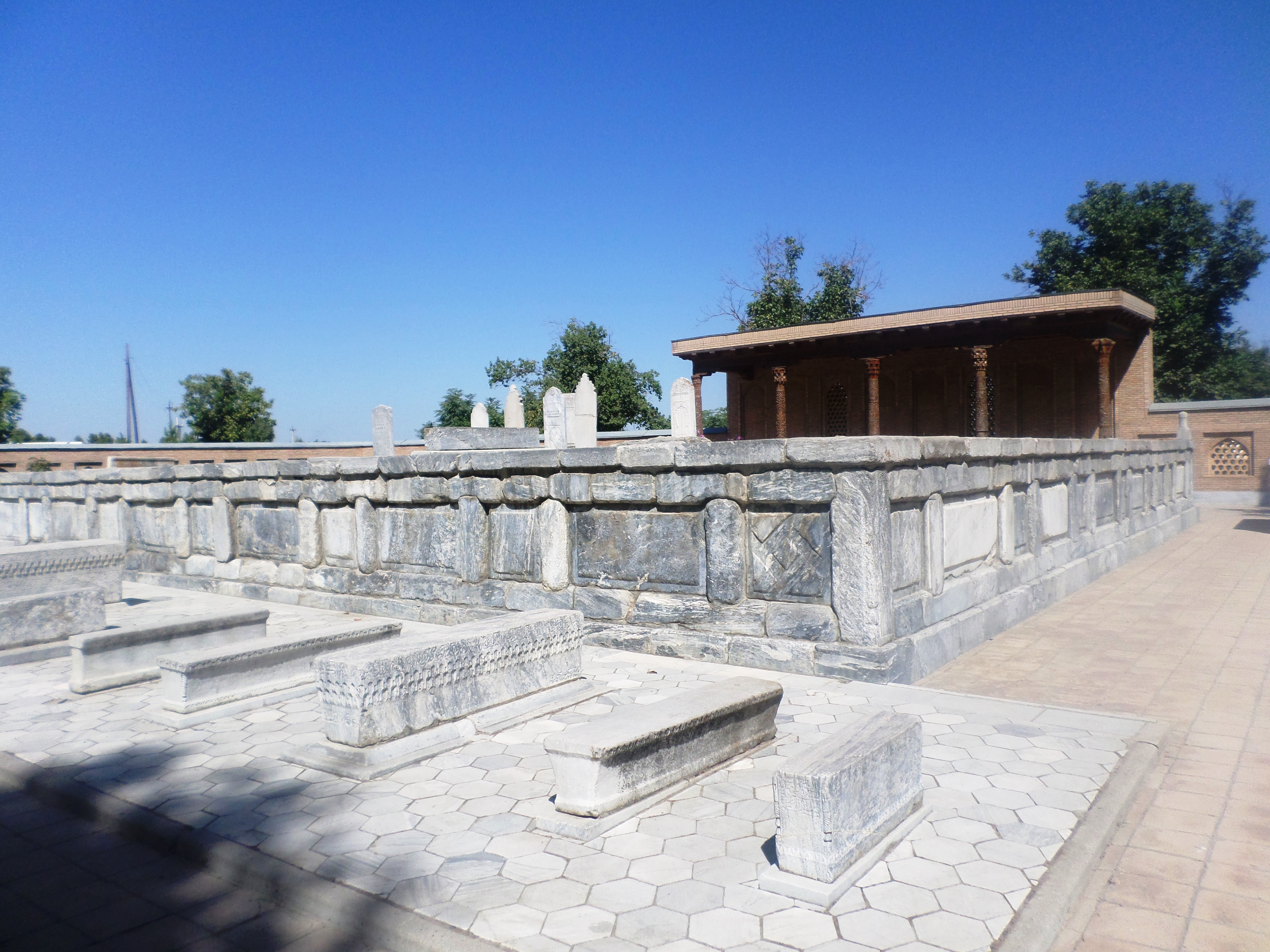
قبره

أحمد الخواجي بن جلال الدين الكاساني (الفارسية: احمد خواجگی بن جلال‌الدین کاسانی; الأوزبكية: Ahmad Xojagi b. Jaloliddin Kosoniy؛ توفي 1542-1543 م)، ويُبجل باسم مخدوم أعظم (الفارسية: مخدوم اعظم؛ الأوزبكية: Maxdumi Aʼzam، ويعني «المعلم الأعظم») كان أحد الأولياء الصوفيين في الطريقة النقشبندية. وُلِد في وادي فرغانة وأصبح تلميذًا للخواجة أحرار [الإنجليزية] في طشقند. أنشأ نُزلًا صوفيًّا في بخارى، وتوفي في ضيعته ذهيبد [الإنجليزية]. وقد سيطر أحفاده على تاريخ تركستان الشرقية في القرنين السابع عشر والثامن عشر. ومن بينهم آفاق خواجة الذي كان يبشر في كاشغر (تقع اليوم في إقليم سنجان (إقليم الإيغور) في الصين).